# Wissadula gymnanthemum
Wissadula gymnanthemum är en malvaväxtart som först beskrevs av August Heinrich Rudolf Grisebach, och fick sitt nu gällande namn av Karl Moritz Schumann. Wissadula gymnanthemum ingår i släktet Wissadula och familjen malvaväxter. Inga underarter finns listade i Catalogue of Life.